# La Scala di Ferro
La Scala di Ferro è un edificio storico di Cagliari,  fra i più importanti monumenti neogotici della Sardegna. Già albergo, attualmente, dopo una serie di lavori contestatissimi, è sede della Prefettura di Cagliari.
Si trova in viale Regina Margherita sopra l'antico bastione di Nostra Signora del Monserrato, nel quartiere della Marina.

## Storia
Dell'ex hotel La Scala di Ferro, situato a oriente del quartiere storico della Marina, resta la facciata sul viale regina Margherita, dopo le opere di demolizione del neogotico prospetto interno avvenute nell'agosto del 2000 (oggi ricostruito in stile, in una mediocre copia dall'originale).
Per la Cagliari a cavallo tra la fine dell'800 e il primo '900 La Scala di Ferro è stato un hotel all'avanguardia, dotato di alti comforts, con le sue sale vaste ed eleganti, le camere con panorama sul golfo, arredate con mobili e tende di pregio, la rivendita interna di giornali e quotidiani, le acque termali, il delizioso giardino interno con una fontana realizzata dallo scultore Giuseppe Sartorio. Nel 1877, quando viene ribattezzato La Scala di Ferro (prima si chiamava bagni Cerruti) fu dotato di un impianto elettrico: in città risuonarono contemporaneamente tutti i cento campanelli, il primo scampanio elettrico che si udiva a Cagliari.
Fondato dal piemontese Antonio Cerruti nel 1869, era stato preceduto, dieci anni prima, nel 1859, da quello che si può definire il suo primo nucleo. L'imprenditore piemontese, infatti, aveva eretto nella stessa area il Teatro Diurno - teatro Cerruti - con annesso un edificio di servizio destinato ai camerini degli artisti.
Insieme al teatro, Antonio Cerruti gestiva una ghiacciaia in cui veniva depositato il ghiaccio che arrivava a Cagliari dalla Lapponia, attraverso navi merci che ripartivano cariche di sale. Quando, nel 1889, cessarono le importazioni, la stampa locale riferì che Cagliari era l'unica città d'Italia che potesse vantarsi di godere del purissimo ghiaccio di Lapponia.
Con l'apertura dell'hotel nel 1869, i bagni constavano già di venti vasche marmoreee: una sorta di SPA ante litteram, che, dal 1894, importerà le famose acque termali da Sardara.
Nasce così la struttura alberghiera cittadina con la storia più longeva e gloriosa: nel corso della sua attività La Scala di Ferro ha ospitato, tra gli altri, lo scrittore inglese David Herbert Lawrence (che immortalerà l'hotel nelle pagine di Sea and Sardinia del 1921), l'archeologo tedesco Theodor Mommsen, Gabriele D'Annunzio, Filippo Tommaso Marinetti, Salvatore Quasimodo, Carlo Levi, Sibilla Aleramo, Fausto Coppi, Gino Bartali, Mario Del Monaco, Totò.
L'hotel La Scala di Ferro ha cessato la sua attività ricettiva nel 1964 ed è stato sostituito nell'area adiacente dall'Hotel Regina Margherita.
L'edificio che ancor oggi vediamo nelle sue forme neogotiche sorge sul cinquecentesco Bastione della Nostra Signora di Monserrato, che faceva parte del sistema murario di Cagliari.
Fino al marzo del 1852 nell'area del bastione si depositavano i cadaveri dei pazienti dell'ospedale militare (tanto da essere volgarmente denominato Bastione dei Morti), funzione che il luogo assolveva già in età romana: sono datati al II secolo d.C. alcuni cippi funerari con iscrizioni e rilievi (oggi al Museo archeologico nazionale di Cagliari), che testimoniano la presenza di una necropoli di classiarii (marinai) e militari.
Le foto e le cartoline d'epoca ci mostrano l'ex hotel come doveva presentarsi agli occhi dei cagliaritani e dei viaggiatori: una maestosa architettura con torri merlate (oggi superstiti) e la facciata intonacata a bande bianche e nere alternate, che richiamava, secondo la moda architettonica del tempo, un castello medievale.
Dal 2015 ospita in affitto i convittori del Convitto nazionale Vittorio Emanuele II.